# Washington (Nueva Jersey)
Washington es un borough ubicado en el condado de Warren en el estado estadounidense de Nueva Jersey. En el año 2000 tenía una población de 6,695 habitantes y una densidad poblacional de 1,324.3 personas por km².

## Geografía
Washington se encuentra ubicado en las coordenadas 40°45′38″N 74°58′45″O / 40.76056, -74.97917.

## Demografía
Según la Oficina del Censo en 2000 los ingresos medios por hogar en la localidad eran de $47,000 y los ingresos medios por familia eran $61,379. Los hombres tenían unos ingresos medios de $41,436 frente a los $31,880 para las mujeres. La renta per cápita para la localidad era de $23,166. Alrededor del 5.6% de la población estaba por debajo del umbral de pobreza.